# کوکولو

کوکولو شهری در شهرستان نانورو در استان بولکیمده در بورکینافاسوی غربی مرکزی است جمعیت آن ۱۳۳۷ نفر است.